# Волжская рокада
Во́лжская рока́да — рокадная линия железной дороги от станции Иловля (на правом берегу Волги в 80 км от Сталинграда) до станции Свияжск (30 км от Казани) через станции Саратов, Сызрань и Ульяновск.
Постройка Волжской рокады общей протяжённостью 978 км была предложена Сталину Кагановичем, построена в короткий срок — за 6 месяцев — в 1942 году, в разгар Великой Отечественной войны, и обеспечила эвакуацию населения и промышленного оборудования из Сталинграда, а затем успех Сталинградской битвы.

## Решение Госкомитета обороны
Осенью 1941 года наступающие части вооружённых сил Германии и их союзники перерезали железную дорогу Москва — Курск — Харьков — Ростов-на-Дону, что вынудило переключить все воинские перевозки и грузопотоки с этой линии на приволжские, проходившие через Сталинград. Железнодорожная сеть в этом районе была развита недостаточно и была представлена подходившими к городу тремя однопутными линиями, поэтому осенью и зимой 1941/1942 года началось расширение железнодорожной сети, со строительства дороги линии Верхний Баскунчак — Владимировка — Сталинград, порученного строительному управлению № 10 во главе с Михаилом Леонтьевичем Бондаренко.
К лету 1942 года были перерезаны все железные дороги к городу по правому берегу Волги. Поэтому запланированное ещё в январе строительство Волжской рокады вдоль левого берега Волги стало стратегической необходимостью. Соответствующее решение Государственный комитет обороны принял 23 января 1942 года. Это было предвидение, обеспечившее крупный выигрыш в решении стратегических задач войны. Предполагалось открыть движение не позднее августа 1942 года, а в июле противник сосредоточил под Сталинградом 37 % пехотных и 53 % танковых моторизированных соединений от имевшихся на советско-германском фронте.
Постановлением ГКО от 15 февраля 1942 года № 1286/сс поручалось «… Народному Комиссариату Внутренних Дел производство изысканий, составление проекта и строительство ж. д. линии Свияжск — Ульяновск. Эта линия является северным звеном меридиональной ж. д. магистрали, которая должна пройти правым берегом Волги через Ульяновский узел — Сызрань — Вольск — Саратов — Камышин и на юге примкнуть к Сталинградскому узлу».
22 февраля 1942 года был подписан приказ наркома внутренних дел Лаврентия Берии о создании Управления строительства Волжлага под руководством Ф. А. Гвоздёвского и распоряжение заместителя начальника Главного управления лагерей железнодорожного строительства (ГУЛЖДС) НКВД СССР, начальника БАМпроекта Ф. А. Гвоздёвского об организации Свияжской экспедиции БАМпроекта, которой поручались изыскания и проектирование этой линии. Строительные организации были усилены сапёрными частями 5-й армии, возводившими оборонительные сооружения под Сталинградом.

## Изыскания и определение трассы
Генерал-майор Фёдор Алексеевич Гвоздёвский немедленно выехал из Сталинграда по берегу Волги в сторону Камышина. До Дубовки он обнаружил вполне приемлемый для железной дороги профиль, однако дальше на линии трассы лежали огромные овраги с большими перепадами высот на устьях речек, впадающих в Волгу. Поняв, что вдоль Волги строить дорогу нельзя, Гвоздёвский решил прорабатывать вариант прокладки дороги линии по долине реки Иловли.
Экспедиции под руководством А. П. Смирнова и П. К. Татаринцева в течение февраля и марта 1942 года вели изыскательские работы и предложили трассировку от станции Иловля вдоль реки до пересечения линии Камышин — Тамбов, а далее на Багаевку и Саратов по берегам степных рек. Такая трассировка решала несколько задач: близость рек обеспечивала паровозы водой, более ровный ландшафт позволял минимизировать производство земляных работ, а прокладка дороги через густонаселённые районы Сталинградской области и бывшую Республику Немцев Поволжья обеспечивала обслуживание пути, станций, разъездов, мостов и перегонов. Кроме того, оставленные после депортации немцев Поволжья пустые сёла могли быть использованы для размещения строителей.

## Строительство
17 марта 1942 года ГКО утвердил проект Волжской рокады.
А тем временем на трассе уже были проведены первые подъездные грунтовые дороги, укреплены существующие. Ещё 10 марта руководству всех прилегающих к трассе сельских районов из обкомов ВКП(б) были направлены распоряжения о мобилизации на строительство в порядке военно-трудовой повинности колхозников с лошадьми и подводами на земляные работы: подвоз песка, бутового камня, леса и других материалов.

Вместе с Наркоматом путей сообщения за стройку отвечал НКВД, создавший под эгидой ГУЛАГ два крупных трудовых лагеря: Саратовский в селе Умёт и Сталинградский в селе Ольховка. Третье исправительно-трудовое учреждение располагалось под Сызранью. Все три объединили в Приволжский железнодорожный ИТЛ, действовавший до декабря 1944 года. В Саратов, Камышин и Бальцер стали прибывать сформированные на Дальнем Востоке военно-строительные подразделения, подчинённые соответствующему строительному управлению.
Материалы верхнего строения пути по распоряжению начальника ГУЛЖДС НКВД СССР Н. А. Френкеля и приказу ГКО большей частью была снята 180-километровая ветка линии БАМ-Тында, а также ветка Известковая — Ургал на БАМе, строительство которого было начато ещё в 1930-е годы. Были также привезены некоторые элементы мостов, катушки проводов, телеграфные аппараты, семафоры и иное оборудование, необходимое для организации строительства и функционирования магистрали. Рельсы снимались с трамвайных линий городов (в Саратове полностью демонтировали линию от 10-й Дачной до Кумысной поляны, на время разобрали кольцо маршрута № 13, проходившего от железнодорожного вокзала до Управления РУЖД и далее до Затона). Это позволило сэкономить время, так как в тот момент большая часть рельсопрокатных заводов была переведена на производство боевой техники, а на их обратное перепрофилирование требовалось не менее 3 месяцев.
Материалы с Дальнего Востока доставлялись на правах и со скоростью следующих на фронт воинских эшелонов, однако этих рельсов хватило только на линию от Иловли до Петрова Вала (136 км). Дорогу от Петрова Вала до Саратова (200 км) собирали из плетей, снятых в западных районах страны под носом у наступавших захватнических войск. На остальную часть трассы ГКО распорядился закупить за границей ещё 1200 километров рельсов с американскими креплениями.
Большую часть мостов возвели из дерева. Землю в насыпь возили тачками и грабарками. Рельсы укладывали вручную. Участник строительства, житель села Телешовка Цильнинского района, а впоследствии железнодорожник Александр Моторин вспоминал: «Люди работали по 14 часов в сутки. Строительной техники практически не было — только лопаты, кирки, тачки да носилки. Не хватало продуктов питания, медикаментов, рабочей одежды. Жили в палатках и наспех сколоченных бараках. Местами рельсы укладывали на кое-как подготовленный грунт. Шпалы переправляли на плотах по реке Свияге от станции Ульяновск-Центральный до станции Цильна. Участвовали в строительстве и военнопленные немцы».
Наступление немцев на Сталинград продолжалось: в ночь на 23 июля 1942 года немецкая авиация начала бомбить город, в первую очередь транспортные пути и пароходы на Волге. Снабжение города резко ухудшилось. А после захвата противником правого берега Дона в районе станицы Клетской артиллерийским обстрелам стала подвергаться и станция Иловля.
Чтобы ускорить строительство рокады, в середине июля 1942 года в Камышине был развёрнут проверочно-фильтрационный лагерь для бойцов РККА, побывавших в плену или вышедших из окружения. Большинство из 65 тысяч штрафников участвовали в укладке железнодорожных путей.
| Участки              | Длина, км | Объём земляных работ, м3 | Число искусствен. сооружений | Длительность работ, мес. |
| -------------------- | --------- | ------------------------ | ---------------------------- | ------------------------ |
| Иловля — Петров Вал  | 136       | 2841                     | 107                          | 4                        |
| Петров вал — Саратов | 200       | 3070                     | 167                          | 5                        |
| Саратов — Сенная     | 135       | 1897                     | 103                          | 15                       |
| Сенная — Сызрань     | 169       | 1908                     | 119                          | 6                        |
| Сызрань — Ульяновск  | 150       | 1889                     | 130                          | 7                        |
| Ульяновск — Свияжск  | 202       | 4041,8                   | 165                          | 5,5                      |
| Итого                | 992       | 15 646,8                 | 791                          | 15                       |

## Ввод в строй
7 августа 1942 года, на 103-й день после начала земляных работ, первый поезд прошёл по участку «Иловля — Петров Вал».
11 сентября прошёл первый поезд по участку от Петрова Вала до Саратова, где для сокращения расхода материалов было возведено 167 искусственных сооружений вместо 188, предусмотренных проектом.
С 24 сентября началась временная эксплуатация на участке «Иловля — Петров Вал» в составе Рязанско-Уральской и Юго-Восточной железных дорог, который приёмная комиссия оценила на отлично.
Участок «Свияжск — Ульяновск III» был передан НКВД в НКПС 10 октября 1942 года. Рабочее движение по всему маршруту открылось 15 октября 1942 года с ограниченной до 30 км/час скоростью движения (поскольку балластировка ещё не была завершена).
В августе 1942 года после ввода в строй новой линии Иловля — Петров Вал (136 км) работники Юго-Восточной железной дороги (начальник дороги А. П. Молчанов) и личный состав органов военных сообщений Сталинградского фронта организовали одностороннее замкнутое движение по маршруту Поворино — Арчеда — Иловля — Петров Вал — Балашов, что позволило значительно ускорить продвижение воинских поездов.
Вся линия была принята в эксплуатацию 1 ноября 1942 года. Таким образом, до рабочего состояния почти тысячекилометровая магистраль была доведена через 6 месяцев после начала работ, в условиях ограниченных ресурсов и под бомбёжками врага, разрушавшими уже сделанное. За время Сталинградской битвы было совершено около 60 тыс. вражеских налётов на железные дороги Сталинградского направления, на которые было сброшено более 90 тысяч бомб. Были разрушены 737 км главных путей, 500 км станционных путей, 340 искусственных сооружений, а также здания вокзалов, депо, жилые дома. Тем не менее железные дороги продолжали работать, а запуск Волжской рокады является беспрецедентным результатом в создании железных дорог своего времени  в мире.

## Значение рокады
По Волжской рокаде из Сталинграда были эвакуированы 600 паровозов и 26 тысяч вагонов с заводским оборудованием, ранеными и беженцами — около 400 тысяч человек, в том числе были эвакуированы на Урал 25 тысяч рабочих Сталинградского тракторного завода с семьями. Также была организована отправка в глубокий тыл раненых солдат и офицеров, медицинского и обслуживающего персонала сталинградских госпиталей, их оборудования. За июль и первую половину августа только из одной Сталинградской области было вывезено около 30 тысяч вагонов хлеба.
Навстречу им по этой же дороге к передовой перебрасывались резервы. По директиве Ставки Верховного Главнокомандования в считанные дни на фронт отправили сформированную в районе Сталинграда резервную армию, которая заняла оборону в большой излучине Дона и одной из первых встретила врага. Благодаря применению кольцевой схемы движения «Поворино — Арчеда — Иловля — Петров Вал — Камышин — Балашов — Поворино» пропускная способность рокады возросла с 16 до 22 поездов в сутки.
«Сооружение Волжской рокады обеспечило резервами и вооружением всю Сталинградскую битву, ознаменовавшую собой коренной перелом в ходе войны», — отмечал маршал Советского Союза Г. К. Жуков.
С 1 июля 1942 года по 1 января 1943 года защитникам Сталинграда (Сталинградскому, Донскому, Юго-Западному и Воронежскому фронтам) было доставлено 3269 оперативных и 1052 снабженческих эшелонов, всего 202 377 вагонов, или 1099 вагонов в каждый из этих 184 дней.

## Героизм железнодорожников
Железнодорожники работали в боевых условиях, придумав способ ночной проводки составов без света и сигнализации, чтобы избежать вражеских налётов. Поезда двигались с интервалом в 10 минут, а безопасность обеспечивалась визуальным наблюдением путейцев, дежуривших на перегонах круглосуточно. Даже раненые не покидали постов.
На рокаде родились знаменитые в СССР боевые летучки, состоявшие из 3, 5 или 10 вагонов и паровоза, мчавшихся на фронт со срочным грузом, нередко под огнём противника, и вывозившие раненых. Машинист Василий Николаевич Котов в очередном рейсе вёл наливной состав в Сталинград осенью 1942 года. В результате попадания вражеского снаряда последняя цистерна в сцепке загорелась. Василий Николаевич смог отцепить её от состава и сам получил тяжёлые ожоги, однако дал сигнал помощнику на отправление. Топливо для фронта было спасено, но Котов погиб. За мужество и отвагу он был награждён орденом Ленина посмертно.
Командующий Сталинградским фронтом А. И. Ерёменко написал после Сталинградской битвы в НКПС: «Я очень высоко оцениваю самоотверженный труд железнодорожников. Железнодорожная линия была для защитников города поистине дорогой жизни». А генерал Третьего Рейха Йодль, отмечая случаи провалов в работе немецкой разведки, признал: «Наиболее крупным является её неуспех в ноябре 1942 года. Тогда мы полностью просмотрели сосредоточение крупных сил русских на фронте 6-й армии (Паулюса)».
Шестерым железнодорожникам Сталинградского узла за годы войны было присвоено звание Героя Социалистического Труда; 12 призванных в Красную Армию железнодорожников стали Героями Советского Союза; 370 железнодорожников за образцовое выполнение заданий командования были награждены медалью «За оборону Сталинграда».

## Современное состояние
В память о героических строителях дороги, погибавших под фашистскими обстрелами, в 1965 году был установлен памятник на привокзальной площади города Петров Вал на братской могиле, где были с воинскими почестями перезахоронены их останки. Каждый год у памятника погибшим воинам проходят памятные мероприятия города, возникшего благодаря рельсам и изыскателям в самые суровые дни войны.
Участок рокады «Саратов — Волгоград» в настоящее время является частью магистрального направления «Кузбасс — Азово-Черноморский узел», по которому десятки составов ежедневно перевозят тысячи тонн грузов, а пассажирские поезда везут отдыхающих к Чёрному морю.
В современном состоянии участок «Сызрань — Сенная — Саратов — Петров Вал — Иловля» электрифицирован на переменном токе и является двухпутным.